# Ralph Wynne Cousins

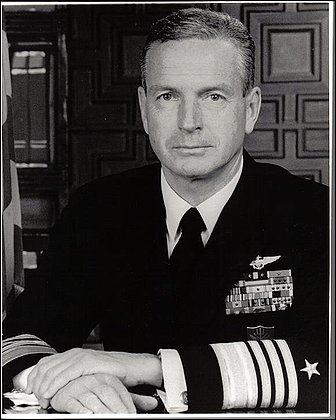
Ralph Wynne Cousins

Ralph Wynne Cousins (* 24. Juli 1915 in Eldorado, Jackson County, Oklahoma; † 5. August 2009 in Newport News, Virginia) war ein US-amerikanischer Offizier, der bei der United States Navy den Rang eines Admirals erreichte.

## Laufbahn bei der Navy
Cousins besuchte öffentliche Schulen, das College in Ironwood, Michigan und schließlich ab Juni 1933 die United States Naval Academy. Er schloss diese im Juni 1937 ab und wurde 1940 Marinepilot.
Beim Ausbruch des Zweiten Weltkrieges wurde er als Marineflieger der Lexington zugewiesen. In der Schlacht im Korallenmeer, in der die USS Lexington versenkt wurde, wurde Leutnant Cousins mit dem Navy Cross für außerordentliche Heldentaten als Pilot eines Sturzkampfbombers des Geschwaders TWO (VB-2) ausgezeichnet.
Anschließend diente er als Offizier in der Schlacht um die Salomonen. Er erhielt zwei Air Medals für die Führung seines Geschwaders gegen feindliche Truppen. Im weiteren Kriegsverlauf baute er ein Programm für das Training von Marinefliegern in der Anwendung von Raketen auf.
Von 1945 bis 1965 hatte er u. a. Kommandos als 
- Kommandierender Offizier der Marinebasis Annapolis
- Kommandierender Offizier auf der Nantahala
- Kommandierender Offizier auf der Midway

Während des Vietnamkrieges war er Kommandant der Attack Carrier Striking Force. In dieser Eigenschaft war er verantwortlich für alle Angriffe und kampfunterstützenden Missionen, die von Flugzeugträgern aus dem Golf von Tonkin gegen militärische Gegner und Nachschublinien geflogen wurden. Mit seiner Beförderung in den Rang eines Admirals wurde er 1970 Vice Chief of Naval Operations (VCNO). Vom 31. Oktober 1972 bis zum 30. Mai 1975 war er Supreme Allied Commander Atlantic (SACLANT) und gleichzeitig Kommandeur des US Atlantic Command.

### Orden und Ehrenzeichen
- Navy Cross
- Zwei Air Medals
- Distinguished Service Medal with two Gold Stars
- Legion of Merit with Gold Star
- Air Medal with Gold Star
- National Order of Vietnam
- Gallantry Cross with Palm
- Presidential Unit Citation
- Navy Unit Commendation with three Bronze Stars
- American Defense Service Medal
- Fleet Clasp
- Asiatic-Pacific Campaign Medal with four Bronze Stars
- American Campaign Medal
- World War Two Victory Medal
- Navy Occupation Medal
- Europe Clasp
- National Defense Service Medal with Bronze Star
- Armed Forces Expeditionary Medal with two Bronze Stars
- Vietnam Service Medal with one Silver and four Bronze Stars.

## Weiterer Lebensweg
Nach dem Abschied aus der Marine 1975 wurde er Assistent des Präsidenten der Newport News Shipbuilding and Dry Dock Company und 1977 deren Präsident. 1979 wurde er Vorsitzender von Tenneco Europe mit Sitz in London. Im September 1985 zog es ihn zurück nach Newport News, wo er mit seiner Frau Mary noch viele Jahre verlebte. Er starb am 5. August 2009 94-jährig im Riverside Regional Medical Center in Newport News.